# Anemarrhena (plant)
Anemarrhena is een geslacht uit de aspergefamilie. Het geslacht telt een soort: Anemarrhena asphodeloides. Deze komt voor in China, Korea en Mongolië. 